# Caschetto da rugby

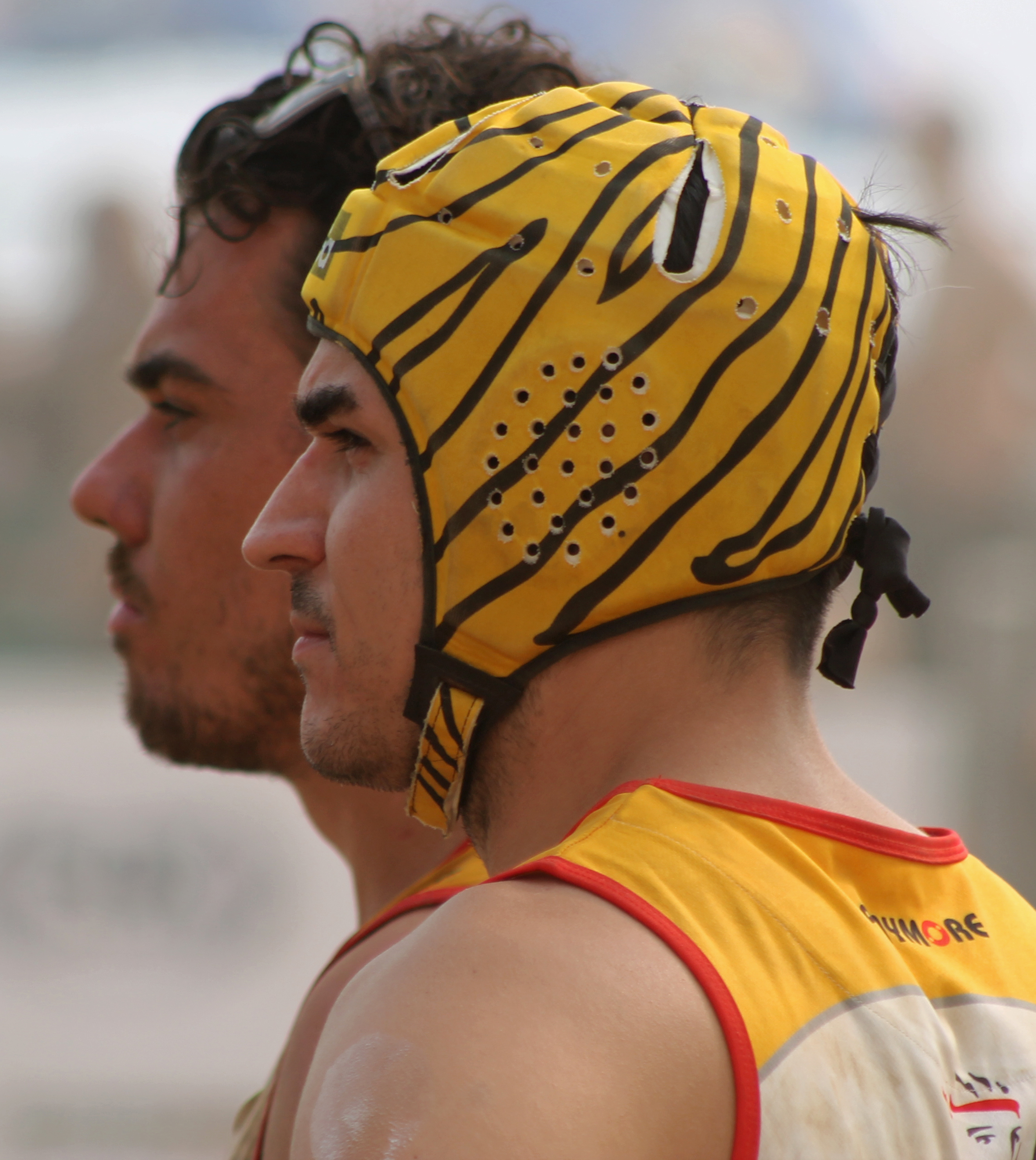
Due giocatori di rugby. Uno indossa un caschetto.

Il caschetto da rugby (in inglese scrum cap) è un copricapo utilizzato dai giocatori di rugby per proteggere le orecchie nella fase di mischia chiusa, evitando di subire lesioni che portano alla condizione comunemente nota come orecchio a cavolfiore. Sebbene originariamente progettati per i giocatori di mischia, possono essere indossati da giocatori di tutte le posizioni, anche quelli che non giocano nella mischia. L'utilizzo del caschetto è consentito ma non obbligatorio.
Un'alternativa più semplice a un caschetto o un copricapo, e utilizzato da molti giocatori, è una sottile striscia tessuto e nastro adesivo avvolto intorno alle orecchie come una fascia per la testa.
Il copricapo è definito dal Regolamento 12 del World Rugby come fatto di materiali morbidi e sottili, i materiali rigidi, come la plastica, sono vietati e le fibbie non sono consentite. Il regolamento fornisce anche dettagli relativi ai test che certificheranno la sicurezza del dispositivo per l'utilizzo in campo; a tal fine tutti i caschetti devono avere l'etichetta con il logo di approvazione della federazione internazionale.
Il caschetto viene utilizzato anche in altri sport, come il calcio, in cui alcuni giocatori ne fanno uso quando tornano in campo dopo un infortunio al cranio; ne sono esempi significativi il portiere ceco Petr Čech ed il difensore romeno Cristian Chivu.

## Storia
Il primo caschetto consisteva in una fascia imbottita all'altezza dell'orecchio che si estendeva sopra la parte superiore della testa. Sorprendentemente, la parte dello scalpo era lasciata aperta ed esposta. Secondo la tesi più accreditata lo scrumcap è stato inventato da Eurig Evans ed è stato indossato per la prima volta dalla squadra di rugby del Christ's College Finchley. 

## Controversie
Numerosi studi hanno messo in discussione l'effettiva utilità del caschetto durante una partita: sebbene possa aiutare ad evitare tagli e abrasioni, non è stato dimostrato che il caschetto protegga da traumi cerebrali o dalla concussion ma al contrario potrebbe accentuare queste situazioni e generare un falso senso di fiducia. Nonostante ciò buona parte dei giocatori reputa il caschetto importante per prevenire traumi e migliorare la loro sicurezza, anche in relazione alla condizione delle cosiddette orecchie a cavolfiore per le quali si conviene l'utilità, pressoché uguale al caschetto, delle fasce legate col nastro adesivo. 
La World Rugby per migliorare la sicurezza del gioco ha posto in primo piano le situazioni di gioco e non tanto l'equipaggiamento, ribadendo nel regolamento che: 
L'ex capitano dell'Inghilterra Mike Tindall ha criticato il loro uso da parte dei giovani giocatori perché non permetterebbero di sviluppare a pieno le abilità di placcaggio. Al contrario in Giappone è obbligatorio per tutti i giocatori nelle squadre giovanili.